# タタ・ゼスト
ゼスト (ZEST)は、タタが製造販売していた自動車である。

## 概要
2014年2月、デリーモーターショーにて初公開した。同年8月、インドにて販売を開始した。